# Геннадій (Зервос)
Митрополит Геннадій (грец. Μητροπολίτης Γεννάδιος в миру Цамбікос Зервос, грец. Τσαμπίκος Ζερβός рід. 8 липня 1937, Кремасті, Родос, Греція — 16 жовтня 2020) — єпископ Константинопольської православної церкви, митрополит Італійський (з 1996).

## Біографія
Народився 8 липня 1937 року в Кремасті, на острові Родосі в Греції.
Початкову освіту здобув у рідних краях. Потім навчався в Патмоській духовній семінарії і Халкінській богословській школі, яку закінчив у 1961 році.
16 квітня 1960 митрополитом Родоським Спиридоном (Сінодіносом) був висвячений у сан диякона. Тоді ж прийняв чернецтво під ім'ям Геннадій. 28 квітня 1963 року тим же ієрархом в Неаполі був висвячений в сан ієромонаха і призначений у клір Петропавлівського храму грецького православного братства в Неаполі, Італія, де прослужив до 1996 року.
12 лютого 1967 був визначений протосинкелом Австрійської митрополії Константинопольського Патріархату, в яку входила й Італія. 14 квітня того ж року возведений у гідність архімандрита.
Продовжив свою освіту в Неаполітанському університеті на курсах соціології і психології. Потім здобув ступінь доктора богослов'я від Папського богословського факультету Південної Італії, захистивши дисертацію на тему «Внесок Вселенського Патріархату в єдність християн».
26 листопада 1970 року рішенням Священного Синоду Константинопольської православної церкви з ініціативи Патріарха Афінагора був обраний титулярним єпископом Кратейським, вікарієм Австрійської митрополії.
17 січня 1971 висвячений в єпископа Кратейського, вікарія Австрійської митрополії (з проживанням в Неаполі).
Супроводжував мощі великомученика Димитрія Солунського при перенесенні їх з Італії в Салоніки. З цього приводу отримав золотий хрест святого Димитрія.
Після утворення Італійської митрополії Константинопольської Церкви в 1991 році продовжував служити на колишньому місці як її вікарій.
З 26 серпня 1996 року призначений керуючим Італійською митрополією Константинопольського патріархату.
Має звання професора патрології Університету Барі.
Слідуючи заклику патріарха Константинопольського Варфоломія про збільшення числа кліриків, що мають турецьке громадянство, що дозволяло б у майбутньому брати участь у виборах патріарха Константинопольського, отримав паспорт громадянина Туреччини.
Помер 16 жовтня 2020 року в Венеції. 20 жовтня в церква святого Лазаря при міській лікарні Скуола Сан-Марко відбулась заупокійна літія, після чого тіло було перенесено в кафедральний собор Сан-Джорджо-деі-Гречі. 21 жовтня, після літургії і відспівувуння, відбувся похорон на православнім участку цвинтаря Сан-Мікеле в Венеції.